# Wittebrug (fictieve stad)
Wittebrug is een fictieve stad uit de boekencyclus Het Rad des Tijds van de schrijver Robert Jordan.
Wittebrug is een van de bekendste steden van het koninkrijk Andor. Deze bekendheid is veelal te danken aan een imposante brug die over de rivier de Arinelle stroomt, die waarschijnlijk uit de Eeuw der Legenden stamt. De brug is gebouwd van onbreekbaar en onbeschadigbaar wit glas, waarvan de oppervlakte (zelfs bij regen) nooit glibberig wordt.
De stad Wittebrug werd gevestigd aan de oostelijke zijde van de brug. Aangezien de brug de enige overspanning is ten zuiden van Maradon (Saldea) en de belangrijke weg tussen Baerlon en Caemlin hier loopt, is de stad een belangrijk handelscentrum in Andor.
Locaties: Baerlon · Caemlin · Emondsveld · Mistbergen · Shadar Logoth · Tweewater · Vierkoningen · Wittebrug